# Fernand Naeyaert
Fernand Naeyaert (Schoten, 15 februari 1919 - Antwerpen, 10 oktober 1992) was een Belgisch kunstfotograaf.
Als nijveraar reisde hij voor zijn werk de hele wereld rond. Naeyaert was een enthousiast fotograaf en begon in 1939 kleurenfoto’s te maken. Daarmee was hij een van de eerste Belgische fotografen die de kleurenfotografie voor artistieke doeleinden gebruikte.
Als fotograaf was Naeyaert autodidact. Hij werd sterk beïnvloed door de schilderkunst. Zijn oeuvre bestaat uit reeksen met landschappen, stillevens, figuren en portretten. Een belangrijke reeks vormt de oude Kempen, die hij nog ongerept in beeld bracht. Deze reeks werd gepresenteerd met teksten van Anton van Wilderode onder de titel ‘Lied van mijn land, de oude Kempen in foto's'.
In 1948 bezocht Naeyaert samen met kunstschilder Albert Van Dyck het atelier van James Ensor en maakte unieke kleurenfoto’s van de Oostendse meester. Begin jaren zeventig werkte hij aan een groots opgezet experimenteel audiovisueel project, getiteld ‘Het Spookschip’, dit in samenwerking met architect Flor Van Reeth en de kunstschilders Frans Mertens en Ronald De Preter.
Pas rond zijn zestigste begon hij zijn werk aan het publiek te tonen. Belangrijke tentoonstellingen hadden plaats in het Paleis voor Schone Kunsten te Brussel en in het Jakob Smitsmuseum te Mol. In 1984 werd in Antwerpen een hulde-tentoonstelling aan hem gewijd. Ook internationaal kwam zijn werk onder de aandacht, onder meer met tentoonstellingen in Parijs, New York en Moskou. In 1991 publiceerde Naeyaert memoires onder de titel ‘Denkend aan Albert Van Dijck’, waarin tevens herinneringen aan James Ensor opgenomen zijn.
Fernand Naeyaert was oprichter en voorzitter van de Stichting Albert Van Dyck, thans Museum Albert Van Dyck te Schilde.